# 織田寛維
織田 寛維（おだ とおふさ）は、戦国時代の武将。通称は藤左衛門尉。

## 略歴
清洲三奉行の一つ、織田氏（藤左衛門家）の織田寛故の嫡男として誕生。父の後を継ぎ小田井城主となる。
天文11年（1542年）、大垣城攻めに参戦し、討ち死にした。跡を父・寛故が継ぎ、後に弟・寛廉（信張）が家督を継いだ。
『尾張名所図会』によると、天文14年（1545年）に中小田井にある五所社の境内にある弁天社を造進したとの記述が見える。